# اسپین (دهانه)
اسپین یک دهانه برخوردی در ماه‌ است.

## دهانه‌های اقماری
این دهانه ۱ دهانه اقماری دارد.
| Espin | عرض جغرافیایی | طول جغرافیایی | قطر          |
| ----- | ------------- | ------------- | ------------ |
| E     | ۲۸.۳° N       | ۱۱۱.۳° E      | ۳۵.۰ کیلومتر |